# Persone di nome Iván/Calciatori
| Questa pagina contiene informazioni ricavate automaticamente dalle voci biografiche con l'ausilio del template Bio e di un bot. L'aggiornamento è periodico e automatico e ricostruisce completamente la pagina. Se manca una persona in questa lista, sei pregato di non aggiungerla, ma accertati piuttosto che la sua voce biografica contenga il template Bio e che i dati anagrafici siano correttamente compilati. Se il template Bio manca, inseriscilo tu stesso o, in alternativa, metti l'avviso {{tmp\|Bio}} che ne segnala la mancanza. Se i dati riportati sono sbagliati, correggi direttamente la voce biografica; le modifiche saranno visibili in questa lista entro pochi giorni. Per chiarimenti vedi il progetto antroponimi. La lista contiene solo le 82 persone che sono citate nell'enciclopedia e per le quali è stato implementato correttamente il template Bio. Pagina aggiornata al 7 apr 2025. |

Questa è una lista di persone presenti nell'enciclopedia che hanno il nome Iván e sono calciatori.

## A(7)
- Iván Alejo, calciatore spagnolo (Valladolid, n. 1995)
- Iván Alonso, ex calciatore uruguaiano (Montevideo, n. 1979)
- Iván Amaya, ex calciatore spagnolo (Sallent, n. 1978)
- Iván Anderson, calciatore panamense (Panama, n. 1997)
- Iván Angulo, calciatore colombiano (San Andrés de Tumaco, n. 1999)
- Iván Arboleda, calciatore colombiano (San Andrés de Tumaco, n. 1996)
- Iván Azón, calciatore spagnolo (Saragozza, n. 2002)

## B(7)
- Iván Balliu, calciatore spagnolo (Caldes de Malavella, n. 1992)
- Iván Barbero, calciatore spagnolo (Roquetas de Mar, n. 1998)
- Iván Bella, ex calciatore argentino (Buenos Aires, n. 1989)
- Iván Bolado, ex calciatore spagnolo (Santander, n. 1989)
- Iván Borghello, ex calciatore argentino (Paraná, n. 1983)
- Ivan Borodiak, ex calciatore argentino (Buenos Aires, n. 1940)
- Iván Bulos, ex calciatore peruviano (Lima, n. 1993)

## C(10)
- Iván Calero, calciatore spagnolo (Parla, n. 1995)
- Iván Campo, ex calciatore spagnolo (San Sebastián, n. 1974)
- Iván Carril, ex calciatore spagnolo (Rebordaos, n. 1985)
- Iván Castillo, ex calciatore boliviano (Coripata, n. 1970)
- Iván Centurión, calciatore argentino (Lomas del Mirador, n. 1988)
- Iván Chapela, calciatore spagnolo (Chiclana de la Frontera, n. 1999)
- Iván Colman, calciatore argentino (San Martín, n. 1995)
- Iván Córdoba, ex calciatore colombiano (Rionegro, n. 1976)
- Iván Iglesias, ex calciatore spagnolo (Gijón, n. 1971)
- Iván Cuéllar, calciatore spagnolo (Mérida, n. 1984)

## D(1)
- Iván Díaz, calciatore argentino (San Fernando, n. 1993)

## E(3)
- Iván Erquiaga, calciatore argentino (Vivoratá, n. 1998)
- Iván Etevenaux, calciatore argentino (Córdoba, n. 1989)
- Ibán Salvador Edú, calciatore spagnolo (L'Hospitalet de Llobregat, n. 1995)

## F(3)
- Iván Franco, calciatore paraguaiano (Ybycuí, n. 2000)
- Iván Fresneda, calciatore spagnolo (Madrid, n. 2004)
- Iván Furios, ex calciatore argentino (Paraná, n. 1979)

## G(5)
- Iván Gil, calciatore spagnolo (Sant Boi de Llobregat, n. 2000)
- Iván Garrido González, calciatore spagnolo (Parla, n. 1990)
- Iván González, ex calciatore spagnolo (Torremolinos, n. 1988)
- Iván Guillauma, ex calciatore uruguaiano (San José de Mayo, n. 1977)
- Iván Gómez, calciatore argentino (Villa Elisa, n. 1997)

## H(2)
- Iván Hernández, ex calciatore spagnolo (Madrid, n. 1980)
- Iván Hurtado, ex calciatore ecuadoriano (Esmeraldas, n. 1974)

## J(1)
- Iván Jaime, calciatore spagnolo (Malaga, n. 2000)

## K(1)
- Iván Knez, ex calciatore argentino (Buenos Aires, n. 1974)

## L(6)
- Iván López Álvarez, calciatore spagnolo (Madrid, n. 1994)
- Iván Ledezma, calciatore cileno (Antofagasta, n. 1995)
- Iván Leguizamón, calciatore paraguaiano (Asunción, n. 2002)
- Iván López, ex calciatore colombiano (n. 1978)
- Iván Lorenzo, ex calciatore andorrano (Andorra la Vella, n. 1986)
- Iván López Mendoza, ex calciatore spagnolo (Valencia, n. 1993)

## M(11)
- Iván Malón, ex calciatore spagnolo (Gandia, n. 1986)
- Iván Mancía, calciatore salvadoregno (Apopa, n. 1992)
- Iván Marcano, calciatore spagnolo (Santander, n. 1987)
- Iván Marcone, calciatore argentino (Buenos Aires, n. 1990)
- Iván Márquez Álvarez, calciatore spagnolo (Marbella, n. 1994)
- Iván Martos, calciatore spagnolo (Manresa, n. 1997)
- Iván Martín, calciatore spagnolo (Bilbao, n. 1999)
- Iván Morales Bravo, calciatore cileno (Linares, n. 1999)
- Iván Morante, calciatore spagnolo (León, n. 2001)
- Iván Moreno y Fabianesi, ex calciatore spagnolo (Badajoz, n. 1979)
- Iván Jared Moreno, calciatore messicano (Puebla de Zaragoza, n. 1998)

## P(4)
- Iván Pérez Maceira, ex calciatore spagnolo (Santiago di Compostela, n. 1985)
- Iván Pérez Muñoz, ex calciatore spagnolo (Madrid, n. 1976)
- Iván Pillud, calciatore argentino (Capitán Bermúdez, n. 1986)
- Iván Piris, calciatore paraguaiano (Itauguá, n. 1989)

## R(7)
- Iván Rodríguez Rabell, ex calciatore spagnolo (Barcellona, n. 1978)
- Iván Ramis, ex calciatore spagnolo (Sa Pobla, n. 1984)
- Iván Ramírez, calciatore paraguaiano (Asunción, n. 1994)
- Iván Rodríguez, calciatore spagnolo (Alameda, n. 1996)
- Iván Romero, calciatore spagnolo (La Solana, n. 2001)
- Iván Román, calciatore cileno (Santiago del Cile, n. 2006)
- Iván Rossi, calciatore argentino (Buenos Aires, n. 1993)

## S(5)
- Iván Salazar, calciatore uruguaiano (Nueva Palmira, n. 1998)
- Chuki, calciatore spagnolo (Valladolid, n. 2004)
- Iván Sánchez-Rico Soto, ex calciatore spagnolo (Aranjuez, n. 1980)
- Iván Silva, calciatore argentino (Villa Gobernador Gálvez, n. 1994)
- Iván Sánchez Aguayo, calciatore spagnolo (Campillo de Arenas, n. 1992)

## T(3)
- Iván Tapia, calciatore argentino (Buenos Aires, n. 1998)
- Iván Tona, calciatore messicano (Hermosillo, n. 2000)
- Iván Torres, calciatore paraguaiano (Asunción, n. 1994)

## V(4)
- Iván Valenciano, ex calciatore colombiano (Barranquilla, n. 1972)
- Iván Varga, ex calciatore argentino (Avellaneda, n. 1995)
- Iván Villar, calciatore spagnolo (Aldán, n. 1997)
- Iván Vásquez, calciatore cileno (Lautaro, n. 1985)

## Z(1)
- Iván Zarandona, ex calciatore spagnolo (Valladolid, n. 1980)

## Á(1)
- Iván Álvarez, ex calciatore cileno (Curicó, n. 1980)